# Chimarra argentinica
Chimarra argentinica är en nattsländeart som beskrevs av Georg Ulmer 1909. Chimarra argentinica ingår i släktet Chimarra och familjen stengömmenattsländor. Inga underarter finns listade i Catalogue of Life.